# Hexatoma (Eriocera) kolthoffi
Hexatoma (Eriocera) kolthoffi is een tweevleugelige uit de familie steltmuggen (Limoniidae). De soort komt voor in het Palearctisch gebied.